# دیمیتریوس لوندراس
دیمیتریوس لوندراس (یونانی: Δημήτριος Λούνδρας؛ ۴ سپتامبر ۱۸۸۵ – ۱۵ فوریهٔ ۱۹۷۱) یک ژیمناست هنری اهل یونان بود.
از افتخارات وی میتوان به کسب مدال برنز پارالل تیمی در بازی‌های المپیک تابستانی ۱۸۹۶ اشاره کرد. او در حالی این مدال را کسب کرد که تنها ۱۰ سال و ۷ ماه و ۶ روز داشت و جوان‌ترین مدال‌آور تاریخ بازی‌های المپیک تابستانی است. او آخرین بازمانده المپیک ۱۸۹۶ بود.